# C/1975 V2 Bradfield
C/1975 V2 Bradfield è una cometa non periodica scoperta l'11 novembre 1975 dall'astrofilo neozelandese William Ashley Bradfield. Unica particolarità di questa cometa è di avere avuto un'anticoda, la seconda di cui si è prevista l'osservazione.